# جوارتا
جوارتا (بالكردية: چوارتا)‏ هي مدينة عراقية ومركز ناحية جوارتا مركز قضاء شاربازير في محافظة السليمانية شمال العراق.